# Alltid sommer
"Alltid sommer" hette Norges bidrag till Eurovision Song Contest 1998, och sjöngs på norska av Lars Fredriksen.
Sången är en upptempolåt, och spelade också in av honom på engelska som "All I Ever Wanted (Was You)".
Låten startade som nummer 22 ut den kvällen, efter Finlands Edea med "Aava" och före Estlands Koit Toome med "Mere lapsed". Vid slutet av omröstningen hade låten fått 79 poäng, och hamnade på åttonde plats.

## Listplaceringar
| Lista (1998) | Topplacering                       |
| ------------ | ---------------------------------- |
| Norge        | 12 ("All I Ever Wanted (Was You)") |

### Fotnoter
1. ↑  ”Listplacering”. http://norwegiancharts.com/showitem.asp?interpret=Lars+Fredriksen&titel=All+I+Ever+Wanted+%28Was+You%29&cat=s. Läst 14 maj 2011.